# Delphiniobium junackianum
Delphiniobium junackianum är en insektsart som först beskrevs av Karsch 1887.  Delphiniobium junackianum ingår i släktet Delphiniobium och familjen långrörsbladlöss. Arten är reproducerande i Sverige.

## Underarter
Arten delas in i följande underarter:
- D. j. sylvanae
- D. j. junackianum